# Кристоффельпарк
Кристоффельпарк (иногда встречается Христоффельпарк) — национальный парк и охраняемая зона на северо-западе острова Кюрасао. Официальной датой открытия считается 30 июня 1978 года — день, когда руководство территорией и инфраструктурой было передано организации STINAPA (Stichting Nationale Parken/ National Parks Foundation).

## История
История парка начинается задолго до дня, когда 30 июня 1978 года было официально объявлено о его открытии. В первой половине 1969 года правительство острова приобрело в государственную собственность три плантации: Plantage Savonet, Plantage Zorgvlied и Plantage Zevenbergen. Первоначальное количество земли составляло 1270 гектаров, включая недвижимость (Newton), а также наивысшую точку острова — гору Синт-Христоффелберг.
Несмотря на существование противников этой идеи, правительство заверило, что при возведении объектов вред природе будем минимален. В 1972 году фонд Carmabi при содействии местных властей разработал и утвердил генеральный план парка-заповедника, архитектором которого выступил студент нидерландского Вагенингенского университета — J. J. M. Voskens. Последний находился на острове Кюрасао с ноября 1971 по май 1972 года и закончил работу уже по возвращении в Нидерланды. Комиссия, которая была организована несколькими годами ранее, высоко оценила и рекомендовала фонду Carmabi и правительству Кюрасао принять проект парка-заповедника — Кристоффельпарк.
План J. J. M. Voskens 1972 года включал в себя земли Plantage Savonet, но комиссия настояла о включении местности вокруг горы Синт-Христоффелберг. План дорабатывался и в 1976 году 175 рабочих приступили к постройке дороги и троп, расчистке развалин и излишней растительности. Работа была выполнена под руководством членов департамента сельского хозяйства и общественных работ (LVV), а также секретаря STINAPA.
Нидерланды согласились финансировать первый этап осуществления плана в 1976 году. К 1977 году были завершены последние дорожки, покрытые асфальтом. Забор был на стадии завершения. Небольшие участки нового парка были открыты для публики в начале 1978 года. После завершения все работ, Комиссия по координации прекратила свое существование, а директором Кристоффельпарка был назначен Dick Hoogerwerf. Дополнительно были выделены два рейнджера, которые патрулировали территорию и следили за порядком. Карибская ассоциация охраны природы при содействии STINAPA отправили Dick Hoogerwerf на трёхнедельные курсы для руководителей парков и заповедников в Доминике.
Несмотря на ряд трудностей и отсутствие маркетинговой кампании, официальное мероприятие по открытию парка состоялось 20 июня 1978 года. Уже в первый год с момента начала работы Кристоффельпарк посетили 3562 взрослых и 250 детей. В 1979 году количество посетителей возросло до 12 514 взрослых и 3147 детей в возрасте от 6 до 15 лет. В эту статистику не включены около 2000 школьников, которые посещают парк на бесплатной основе.

## Флора и фауна парка
Флора и фауна Кристоффельпарка разнообразна и представлена многими видами, среди которых наиболее распространены следующие:

### Орхидеи и бромелиевые
- Myrmecophila humboldtii;
- Brassavola nodosa;
- teku di palu;
- barba di kadushi;
- bromelia lasiantha.

### Цветковые растения
- Ipomoea incarnata;
- Lantana camara.

### Рептилии
- Iguana iguana;
- anolis lineatus;

### Млекопитающие
- Odocoileus virginianus;
- sylvilagus;

### Птицы
- tyto alba bargei';
- aratinga pertinax;
- columba squamosa;
- buteo albicaudatus.[5][6]